# Wygnanów (gmina Opoczno)
Wygnanów – wieś w Polsce położona w województwie łódzkim, w powiecie opoczyńskim, w gminie Opoczno.
W latach 1975–1998 miejscowość należała administracyjnie do województwa piotrkowskiego.
Wieś Wygnanów położona jest 9 km od Opoczna.
Miejscowość ta ściśle była związana z Zameczkiem i tworzyła z nim jedną całość. Ludność Wygnanowa pozostawała prawdopodobnie na usługach Zameczka, który stanowił siedzibę właściciela i administracji dworskiej. Pierwotne nazwy wsi brzmiały: „Vignanów", „Wignanow" (XVI w.). Tradycja lokalna tłumaczy pochodzenie nazwy od słowa „wygnańcy". Legenda głosi, że gen. Drużbacki przywiózł jeńców wojennych, którzy pracowali w Zameczku. Kiedy zostali z niego wygnani osiedlili się na ziemiach dzisiejszego Wygnanowa. W początkach XVI w. Wygnanów i Trzebina stanowiły własność Danwiowskiego, część Wygnanowa należała do rodziny Wygnanowskich. W 1574 r. prepozyt krakowski Piotr Przerębski kwituje swoją siostrę Annę Sarnowską z sum zapisanych na dobrach Damujowice i Wygnanów w np. Sandomierskim. W 1577 r. wieś stanowiła własność Derslawa Strzembosza (miała wówczas 5 łanów).

W XVIII w. Wygnanów należał do rodziny Potockich. W 1806 r. Zameczek z przyległościami: Trzebina, Sołek, Wygnanów od Stanisława i Józefa Potockich kupili Józef i Anna de Goerscht Drużbaccy. W 1843 r. dobra odziedziczył ich syn Ignacy, po nim w 1881 r. August, w 1931 r. jego synowie Feliks i Ignacy. 21 lutego 1946 r. majątek przejął skarb państwa.
W 1827 r. wieś Wygnanów liczyła 25 domów 191 mieszkańców, w końcu XIX w. 30 domów, 256 mieszkańców, 414 mórg włościańskich i l morgę dworską.
W latach 20. XX w. we wsi było 55 domów i 307 mieszkańców. W okresie międzywojennym w Wygnanowie otworzono szkołę, do której uczęszczali uczniowie nie tylko z Wygnanowa, ale i z okolicznych miejscowości: Wólki Karwickiej, Zameczka, Sołka, Bielowic, Krzczonowa i Trzebiny. W 1936 r. szkoła zyskała nowy budynek szkolny. W latach 1940–1945 prowadzono w niej tajne nauczanie.

W okresie okupacji w Wygnanowie działała placówka Obwodu Opoczno AK, którą dowodził Józef Bielecki, ps. „Sęp", znany działacz ludowy.
Przez wieś przepływa struga (bez nazwy). W dzisiejszym Wygnanowie działa Gimnazjum, Ludowy Klub Sportowy Unia Wygnanów, jedna z lepszych w gminie Ochotnicza Straż Pożarna, Koło Gospodyń Wiejskich i kilka podmiotów gospodarczych (produkujących głównie ogrodzenia metalowe).
Wierni kościoła rzymskokatolickiego należą do parafii św. Barbary w Sołku.